# Куйте-ди-Мамангуапи
Куйте-ди-Мамангуапи (порт. Cuité de Mamanguape) — муниципалитет в Бразилии, входит в штат Параиба. Составная часть мезорегиона Зона-да-Мата-Параибана. Входит в экономико-статистический микрорегион Литорал-Норти. Население составляет 6349 человек на 2016 год. Занимает площадь 108,448 км². Плотность населения — 57,19 чел./км².

## История
Город основан 5 мая 1994 года.

## Статистика
- Валовой внутренний продукт на 2014 год составляет 47 251 000,00 реалов (данные: Бразильский институт географии и статистики)[2].
- Валовой внутренний продукт на душу населения на 2014 год составляет 7463,42 реалов (данные: Бразильский институт географии и статистики)[2].
- Индекс человеческого развития на 2010 год составляет 0,544 (данные: Программа развития ООН)[3].